# Vom Teufelsmoor zum Wattenmeer

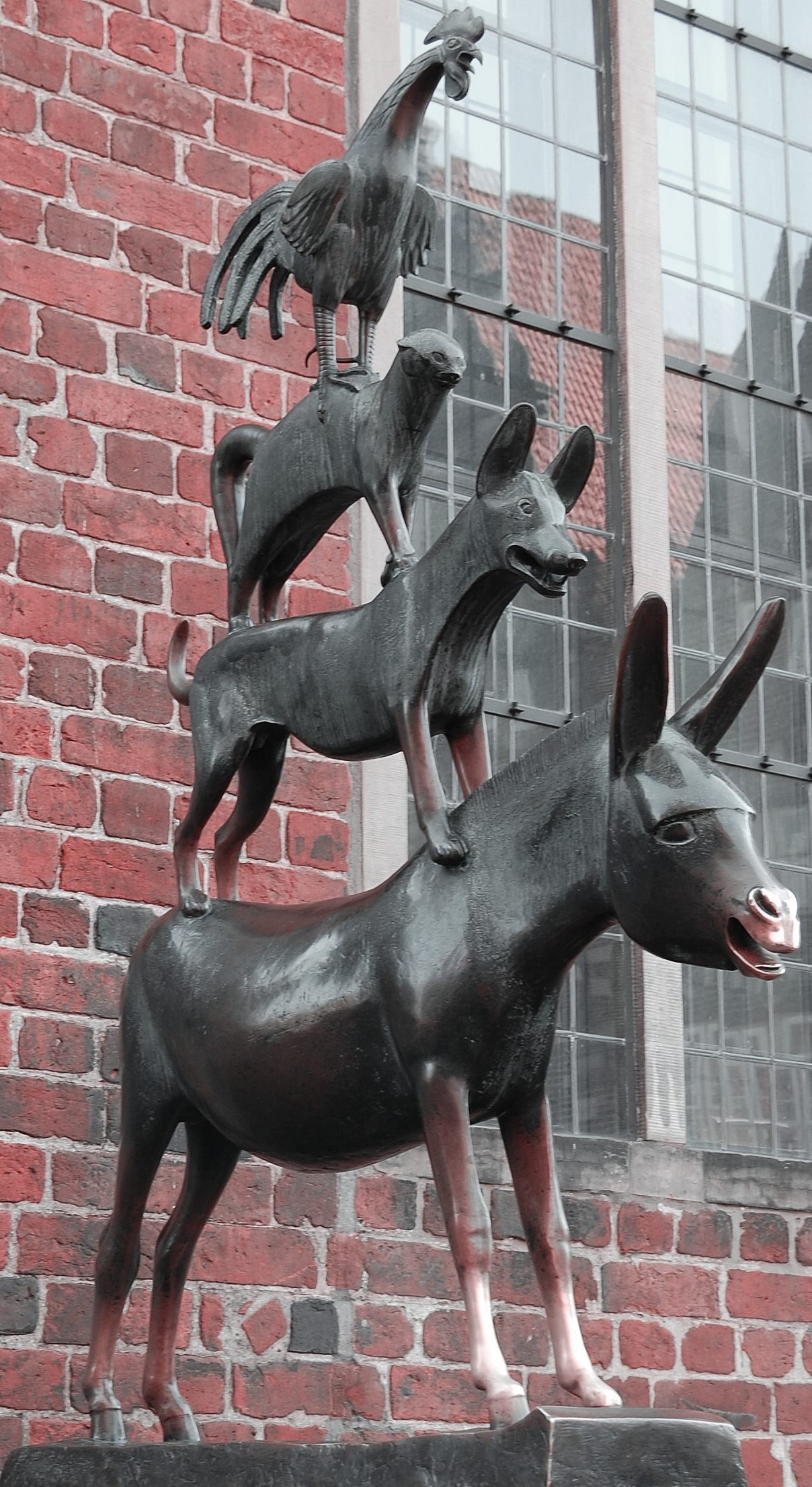
In Bremen locken Geschichte, Häfen und Kunst

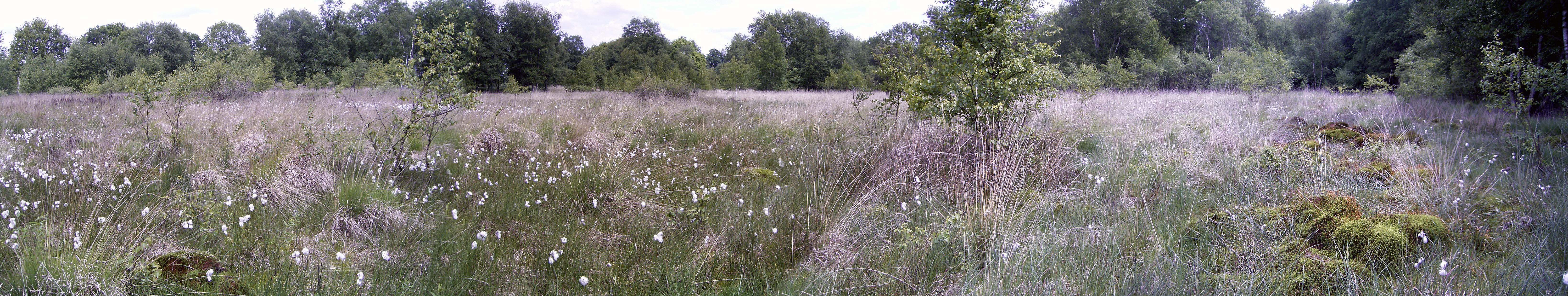
Weite Teile des Radweges führen durch Moorgebiete

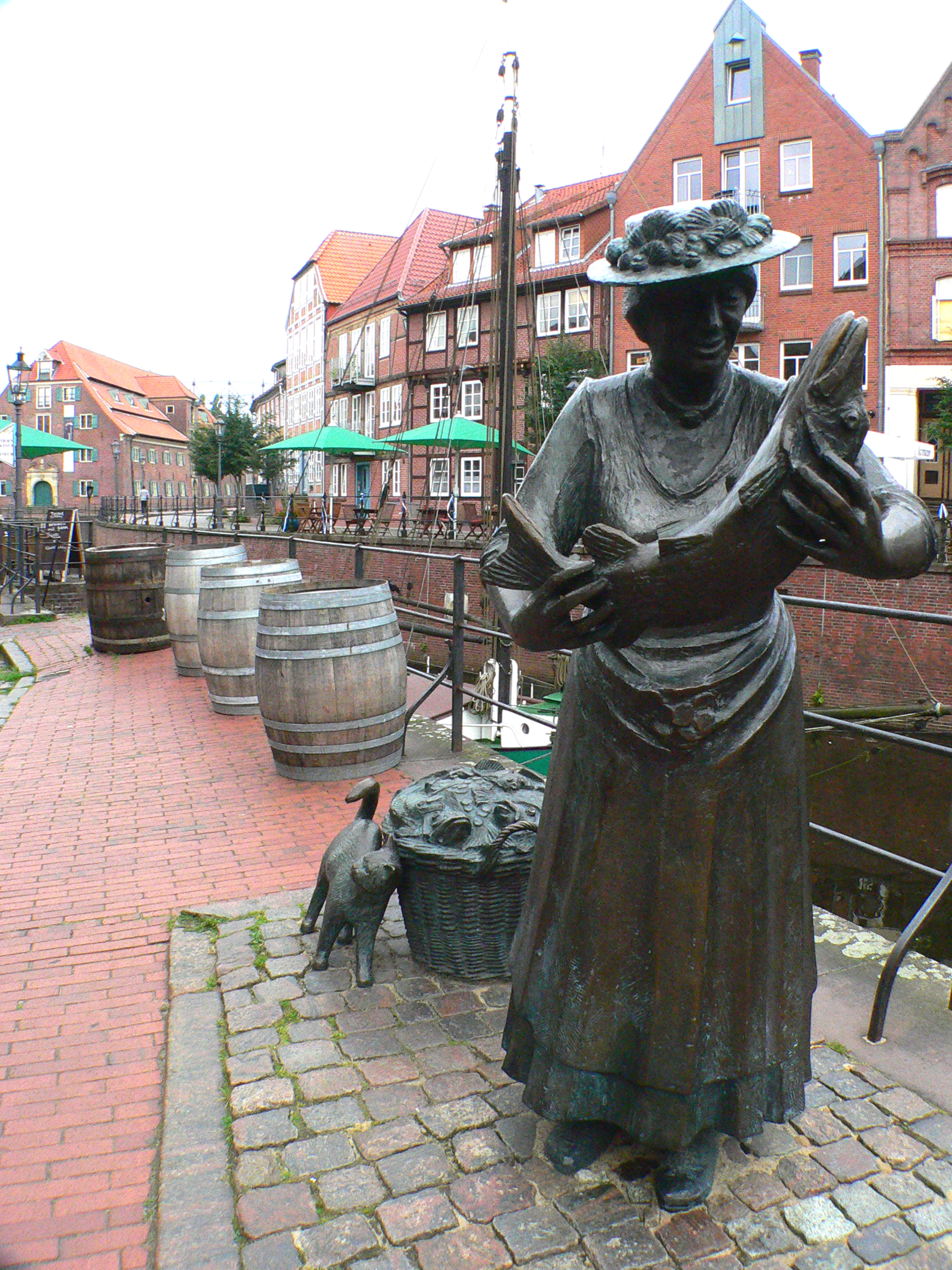
In Stade gibt es im Schwedenspeichermuseum (hinten links) Informationen aus Hanse- und Schwedenzeit

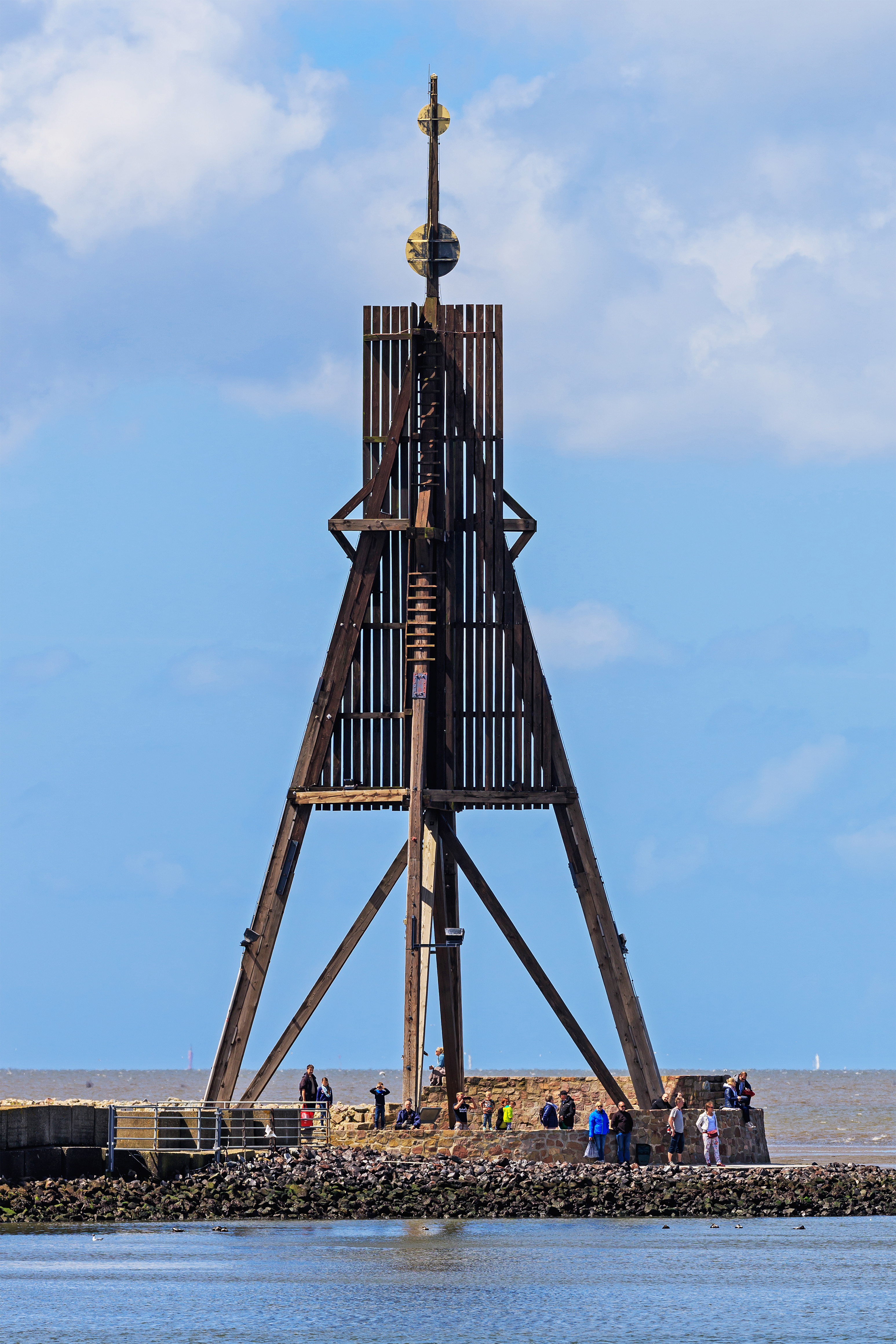
Die Kugelbake in Cuxhaven direkt an der Elbe ist der nördlichste Punkt der Route

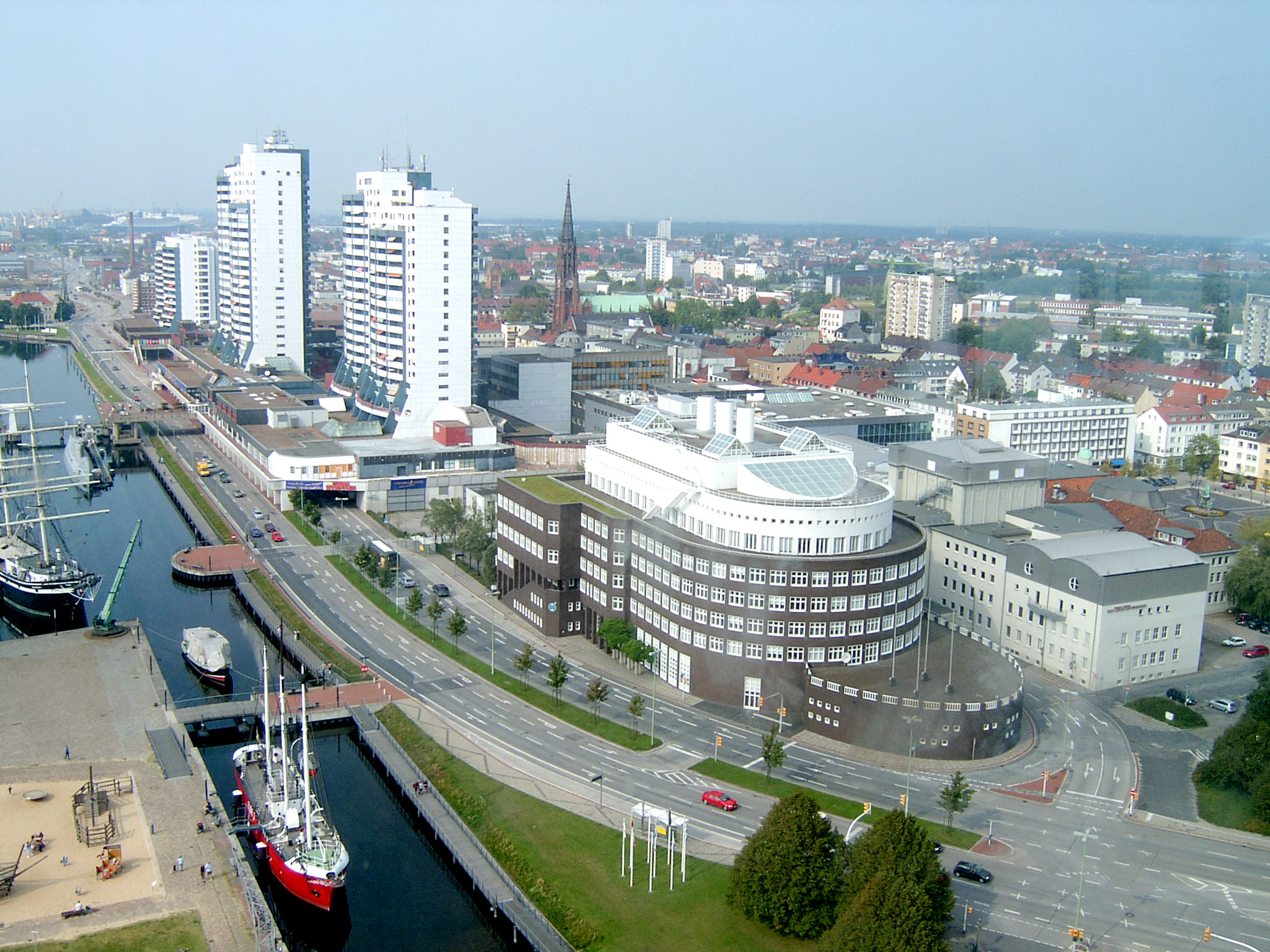
In Bremerhaven finden sich neben maritimem Flair (links das Deutsche Schiffahrtsmuseum) vorn das Alfred-Wegener-Institut (AWI) und dahinter die Türme des Columbus Centers – die Große Kirche wirkt daneben fast schon klein

Vom Teufelsmoor zum Wattenmeer ist ein Radweg durch das Elbe-Weser-Dreieck und an der Nordsee entlang.
Der rund 450 km lange Radwanderweg führt durch eine Region, die sich durch natürliche Vielfalt und kulturelle Besonderheiten auszeichnet. Er wurde in Zusammenarbeit mit dem Naturschutzbund Deutschland (NABU) und den Touristikorganisationen der Landkreise Cuxhaven, Stade, Rotenburg (Wümme) und der Städte Bremen und Bremerhaven entwickelt.

## Regionen
Der Radwanderweg umfasst das gesamte Gebiet zwischen der Weser und der Elbe landeinwärts bis zur Linie Bremen – Bremervörde – Stade.

### Freie Hansestadt Bremen
Durch den Bürgerpark kann man in Bremens grüner Lunge radeln. Aber auch in der Innenstadt ist man mit dem Rad schnell am Marktplatz, in der Böttcherstraße, im Schnoorviertel oder an der „Schlachte“ (Weserpromenade). Eine Reihe von geschichtsträchtigen Stellen sind schnell erreichbar. Etwas weiter ist es zum „Universum“, zum Rhododendron-Park oder zu den verschiedenen Hafenbecken.

### Kulturland Teufelsmoor
Das Teufelsmoor ist durch Torfabbau zu einem Kulturland geworden. In geschützten Teilen des Teufelsmoores sind bedrohte Tierarten wieder heimisch geworden. Die Kultur hat aber auch im Hauptort Worpswede Einzug gehalten: Die Worpsweder Maler haben Galerien nach sich gezogen. Im Museum gibt es Informationen von der Urzeit an. Die Ursprünglichkeit erlebt man am besten bei geführten Wanderungen oder Torfkahnfahrten.

### Landkreis Rotenburg (Wümme)
Auf der Wümme kann man vom Fahrrad absteigen und die Flusslandschaft vom Wasser aus erleben. Hier wie auch in den anderen Landkreisen des Elbe-Weser-Dreiecks können Radfahrer in den „Melkhüsern“ (plattdeutsch für Milchgasthäuser) am Wegesrand (meist auf Bauernhöfen) Rast machen. Im historischen Moorhof Augustendorf werden Einblicke in das harte Leben der ersten Siedler im Moor vermittelt. Auf dem Gelände des früheren Lagers Sandbostel informiert eine Ausstellung über die Geschichte vor und im Zweiten Weltkrieg. In Bevern kann man sich in der Historischen Ziegelei Pape informieren, wie Material für Häuser hergestellt wurden. Im Bachmann-Museum in Bremervörde sind Archäologie und Volkskunde zu Hause. Am Vörder See liegt der Natur- und Erlebnispark mit Umweltpyramide des NABU. Das Glasmuseum erinnert an die Zeit, als in Gnarrenburg die Glasindustrie blühte.

### Urlaubsregion Kehdingen
Zwischen der alten Hansestadt Stade mit seinem Museum „Schwedenspeicher“ und zahlreichen weiteren Sehenswürdigkeiten und Otterndorf erstreckt sich das Kehdinger Land, ein Landstrich, der sich mit seiner vielfältigen Naturlandschaft auszeichnet. Zu Wasser, mit einer Lorenbahn durch das Kehdinger Moor, mit fahrender Beobachtungsstation eines Busses und im Museum mit 60.000 m² Freilichtfläche lässt sich die Natur erleben, wenn man vom Fahrrad absteigt.

### Cuxland
Der Landkreis Cuxhaven ist flächenmäßig einer der größten in der Bundesrepublik Deutschland. Außer dem Strand an Weser und Elbe kann man mit dem Rad durch Marsch und die höhere Geest fahren – aber es gibt auch Nieder- und Hochmoore. 22 ausgeschilderte Radrouten und neun Radfernwege führen durch das Cuxland. Besonders lohnende Ziele sind der Kutterhafen in Wremen, das Aeronauticum in Nordholz, die Moorbahn in Ahlen-Falkenberg, der Wingster Waldzoo, der Skulpturenpark in Kramelheide und die historische Altstadt von Otterndorf. Geschichte wird anschaulich in der Burg Bederkesa mit dem Museum und im Allmers-Haus am Weserdeich in Rechtenfleth.

### Seestadt Bremerhaven
Die Seestadt Bremerhaven präsentiert an der Weser am Eingang der Nordsee eine Fülle von touristischen Zielen: das Deutsche Schifffahrtsmuseum, das Auswandererhaus, das Klimahaus, das Technikmuseum U-Boot Wilhelm Bauer, das Atlanticum und das „Schaufenster“ im Fischereihafen.

## Verkehrsmittel
Außer mit dem Fahrrad kann man die Region auch mit anderen Verkehrsmitteln durchfahren.

### Moorexpress
Mit der Moorexpress genannten Bahnstrecke Bremervörde–Osterholz-Scharmbeck entstand 1909 erstmals ein landgehendes Verkehrsmittel quer durch das Teufelsmoor. Heute ist es eine touristische Veranstaltung – Fahrräder werden gern mitgenommen, wenn man nur einen Teil der Route selber treten will.

### Museumsbahn
In den Monaten von Mai bis Oktober verkehrt die Museumsbahn zwischen Bad Bederkesa und Bremerhaven-Fischereihafen. Die Museumsbahn transportiert außer Personen auch Fahrräder.

### Fahrradbusse
Der Radwanderbus verbindet die elbnahen Orte im Landkreis Stade (von Horneburg über Jork, Stade, Wischhafen bis zur Ostemündung in Balje), wenn man mal schneller als mit dem Fahrrad vorwärtskommen möchte. Ein zweiter Fahrradbus verkehrt in den Sommermonaten zwischen Cuxhaven und Bremerhaven entlang der Wurster Küste – das Tagesticket enthält auch die Stadtrundfahrt in Bremerhaven.

## Partnerorganisationen

### NABU
Naturnahe Landschaften gibt es auf dem Radweg vom Teufelsmoor zum Wattenmeer zu erleben. Der Naturschutzbund Deutschland (NABU) setzt sich für die heimische Pflanzen- und Tierwelt ein und unterhält in Bremervörde mitten im Elbe-Weser-Dreieck die Umweltpyramide.

### Tourismusorganisationen
Der Radweg vom Teufelsmoor zum Wattenmeer wird von den touristischen Organisationen des Landes zwischen Weser und Elbe getragen. Es gibt eine Fülle von Kontaktmöglichkeiten der Gemeinden, Samtgemeinden, Landkreise und Städte unterwegs. Federführend ist die Organisation in Stade.

### Werkstätten / Vermietungen
Bremen ist eine fahrradfreundliche Stadt. Am Bahnhof gibt es eine große Radservicestation (Reparieren, Parken, Leihen). Auch der in Bremen gegründete ADFC (Allgemeiner Deutscher Fahrrad-Club) ist gleich am Bahnhof vertreten. In allen größeren Orten auf oder am Rande der Route gibt es Fahrradwerkstätten. In Stade kann man sein Fahrrad in der Station neben der Tourist-Information parken.